# Вулиця Ульм
48°50′37″ пн. ш. 2°20′41″ сх. д. / 48.8436° пн. ш. 2.34472° сх. д.
Вулиця Ульм — вулиця на 5-му окрузі Парижа, що веде від Пантеону до вулиці Гей-Люссак. Тут розташовані різноманітні великі школи.

## Розташування
Вулиця починається на перехресті вулиць Рю Гей-Люссак, Рю де Феянтес і Рю Клод Бернар і прямує звідти на північ. Закінчується на площі Пантеону.

## Походження назви
Вулиця названа на честь битви під Ульмом. У цій битві французька армія під проводом Наполеона Бонапарта перемогла австрійську армію під командуванням Карла Макка фон Лейберіха біля міста Ульм у жовтні 1805 року.

## Історія і значення
ВУлиця Ульм є частиною колишнього римського Кардо в Парижі, тобто осі міста з півночі на південь. Вулицю було відкрито 1807 року.
На вулиці Ульм розташовані такі школи:
- Паризький університет наук і літератури
- Колеж де Франс
- École Nationale Supérieure de Chimie de Paris
- École Nationale Supérieure des Arts Décoratifs
- Вища нормальна школа (Париж) (ENS)

Вираз «вчащати на вулицю Ульм» (avoir frequenté la rue d'Ulm) або просто «робити Ульм» (avoir fait Ulm) у розмовній мові відноситься до колишніх студентів Вищої нормальної школи. Випускник цієї школи Ален Пейрефіт опублікував свої спогади про час свого студентства під назвою «Rue d'Ulm, chroniques de la vie normalienne» .
У 1870 році Еміль Габоріо описав "цю красиву і широку вулицю Ульм, яка починається на площі Пантеон і раптово закінчується на вулиці Фейянтин. Крамниці не дуже показні і такі рідкісні, що їх не злічити. Ліворуч, на розі вулиці Рю де ла В'єй-Естрапад, є торговець вином, потім маленька крамничка «La Jeunesse», пральня та палітурник. Праворуч — друкар «Bulletin de l'Observatoire», торговець деревиною на ім'я Шансон, слюсар, торговець фруктами, пекар, і це майже все. Решту вулиці займають великі будівлі зі строгими фасадами, оточені садами. Там розташований монастир сестер хрестоносців, потім дім дам відновного поклоніння пресвятому серцю. Далі в напрямку Rue des Feuillantine ви побачите Вищу нормальну школу і навпроти депо автобусної компанії " .
Вища нормальна школа публікує свої тексти під назвою Éditions Rue d'Ulm.

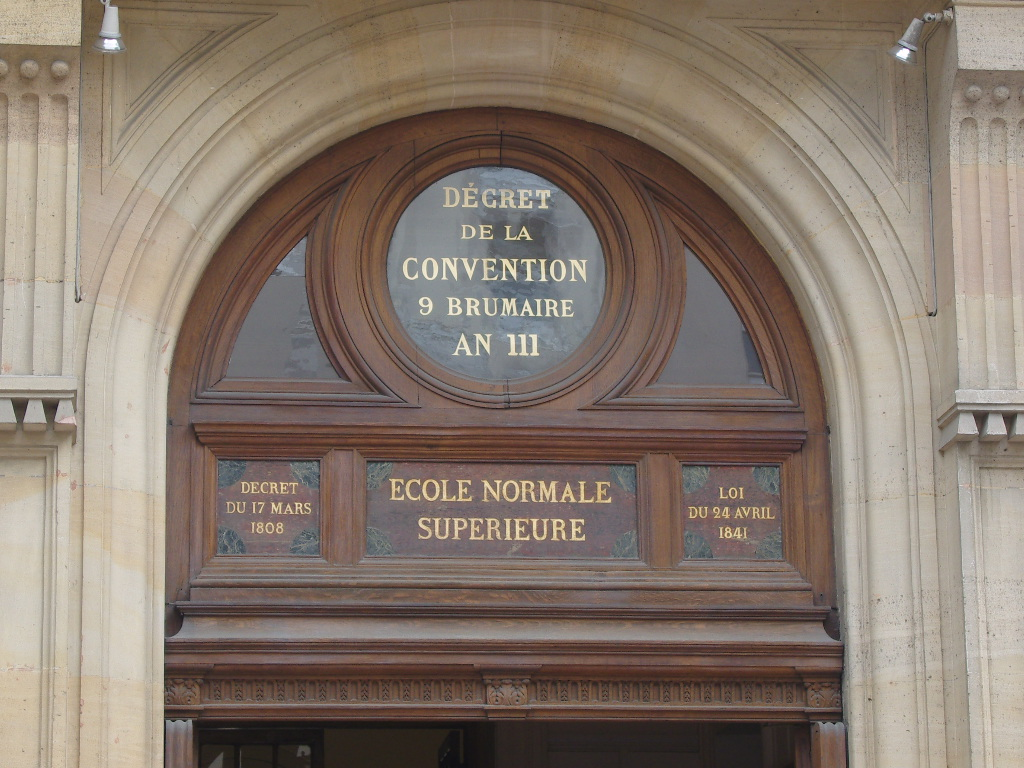
Вища нормальна школа 2

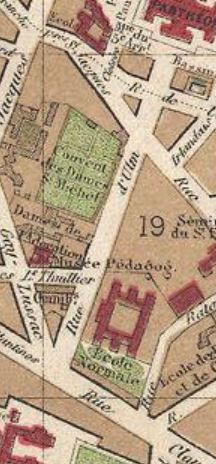
Рю д'Ульм — план Парижа, Ашетт 1894 р

## Визначні місця
- № 15–17: Собор Нотр-Дам-дю-Лібан де Парі (маронітська церква), східна католицька церква ;
- № 26: один із входів до Кампус Кюрі Університету Сорбонни та Університету PSL;
- № 31: École Nationale Supérieure des Arts Décoratifs;
- № 44–48: Вища нормальна школа.